# Schlegels pinguïn
Schlegels pinguïn (Eudyptes schlegeli) is een pinguïn die voorkomt op de eilanden tussen Nieuw-Zeeland en Antarctica. De vogel werd in 1876 door Otto Finsch als eerbetoon aan zijn vroegere leermeester naar Hermann Schlegel vernoemd.

## Kenmerken
De pinguïn is 73 tot 76 cm lang en weegt 3 tot 8,1 kg. Het is een grote kuifpinguïn met een forse snavel die sterk lijkt op de macaronipinguïn (E. chrysolophus), maar die is gemiddeld iets kleiner en heeft een minder forse snavel. Schlegels pinguïn heeft ook een wit of lichtgrijs "gezicht" en de gele kuif begint op het voorhoofd. De snavel is oranje tot oranjebruin en de poten zijn roze.

## Verspreiding
Ze broeden op Macquarie-eiland en ze verblijven, net als andere pinguïns, buiten de broedtijd in open zee rondom dit eiland maar ook bij de nabij gelegen Bishop- en Clerkeilanden (waar ook kleine broedkolonies zijn aangetroffen). 

## Status
De grootte van de populatie is in 2015 geschat op 1,5 miljoen volwassen vogels. Op de Rode lijst van de IUCN heeft deze soort de status niet bedreigd.